# 4057 Demophon
4057 Demophon је Јупитеров тројански астероид са средњом удаљеношћу од Сунца која износи 5,267 астрономских јединица (АЈ).
Апсолутна магнитуда астероида је 9,6.